# Troll (internet)
Troll (či trol) je v internetovém slangu účastník online diskusních fór, chatů či blogů, který začíná hádky, provokuje čtenáře na internetu a rozsévá neshody tím, že zveřejňuje záměrně provokativní, urážlivé nebo irelevantní (off-topic) příspěvky k citlivým tématům. Jeho cílem je vyprovokovat ostatní uživatele k emotivní odezvě nebo jinak narušit normální, věcnou diskusi  a odklonit se od tématu debaty. Činnost trolla bývá v internetovém diskurzu nazývána trollingem či trollováním.
Činnost trollů neunikla ani sociálním inženýrům. Tak se stává, že je troll placeným, nebo i dobrovolným (z přesvědčení) spolupracovníkem organizovaného uskupení, jehož činnost může být za účelem dosažení určitého cíle koordinována. Cíle mohou být rozličné, od propagace nějakého výrobku přes politickou dezinformační činnost až třeba k propagaci nějakého náboženství. V souvislosti s trolly organizovaně využívanými jako prostředek pro šíření propagandy, hoaxů a fake news mluví také o "armádách trollů" či "trollích farmách".

## Etymologie
Slovo troll pochází ze švédštiny, ve skandinávské mytologii označovalo zlou démonickou bytost (trpaslíka nebo obra), žijící v jeskyních či mořích.

## Nebezpečí trollingu
Trolling bývá často spojen s internetovými útoky a kyberšikanou. V roce 2011 vyvolal ve Velké Británii velkou vlnu znepokojení případ teprve patnáctileté Natashy MacBrydeové, která se po sérii urážlivých anonymních zpráv rozhodla spáchat sebevraždu. To však agresorům nestačilo, cílem útoku se poté stala i pietní stránka založená na její počest.
Další odstrašující případ se udál v roce 2014 v Austrálii, kdy soustavné obtěžování a zneužívání twitterového účtu novozélandské moderátorky Charlotty Dawsonové vyústilo v její smrt.

## Ignorace trollů
Cílem trolla je bavit se rozvracením diskuse. Pokud jej diskusní komunita bude ignorovat, přestane jej jeho činnost bavit. V angličtině pro vyjádření tohoto postoje existuje několik ustálených rčení a zkratek, například:
- DNFTT. – Do not feed the trolls. – v češtině nekrmte trolly, smyslem je nedělejte to, co troll chce (tj. reakce, které troll očekával).
- YHBT. YHL. HAND. – You have been trolled. You have lost. Have a nice day. – Doslova Byl jste potrollen. Prohrál jste. Pěkný den. Používá se jako odpověď na příspěvek diskutéra, který se nechal trollem vyprovokovat k reakci.

## Trollové roboti
Jsou zaznamenány případy „Trollobotů“, tj. automatizovaných účtů na sociálních sítích, které sdílí příspěvky určené k propagandě. S rozvojem technologií umělé inteligence jako např. Amazon Alexa, Google Duplex, nebo Microsoft Cortana vzrostou možnosti kamuflovat falešnou identitu a „Trolloboti“ tak budou ještě hůře odhalitelní.
V prostředí českého internetu se proslavil bot vystupující na Facebooku pod jménem Tom Lebr. Tento troll útočí na zájmové a politické stránky a skupiny, zpravidla týkající se ochrany životního prostředí, LGBT komunity či diskusních témat ohledně Evropské unie. Spouštěcími algoritmy jsou určitá klíčová slova použitá v příspěvku, přičemž cílem bota je u takového statusu rozvrátit smysluplnou diskusi. K polovině roku 2020 je robot naprogramován na vkládání stále se opakujícího komentáře havloidům viditelně teče do bot, který je zveřejňován v širokém spektru zmiňované sociální sítě. Tato věta se již v prostředí internetu zapsala i jako internetový mem, na Facebooku byla vytvořena i tagovací stránka, která robota satirizuje. Strategie ani přímí původci bota nejsou dosud přímo známi, dle šetření některých nezávislých programátorů však robot vykazuje znaky obdobné trollím farmám, které jsou spjaty s proruskou propagandou. Pozoruhodným je taktéž fakt, že přibližně 50 % veřejně zachycených stop bota bylo sledováno ve skupinách více či méně spojených s politickým hnutím Trikolóra hnutí občanů.[zdroj?]

## Trollové v Česku
- V diskuzním pořadu Duel (17. září 2019, Televize Seznam) položila moderátorka politologovi a odborníkovi na fake news Miloši Gregorovi z Masarykovy univerzity v Brně otázku, zda lze za trolla označit Jiřího Ovčáčka. Pan Gregor odpověděl kladně.[10][11]

## Elfové - potírači internetových trollů
S cílem potírat dezinformace a infiltrovat organizované skupiny internetových trollů se organizují takzvaní "elfové". Podobně jako trollové, získali i elfové své jméno podle mytologické humanoidní rasy. Stejně jako trollové pracují elfové v anonymitě, pod falešnými profily, kterými se snaží ovlivnit dění zejména na sociálních sítích. Někteří ověřují fakta a uvádějí na pravou míru nepravosti, jež jsou dílem trollů, jiní se snaží splynout s ostatními trolly a následně se infiltrovat do tajných skupin a diskuzních fór, ve kterých trollové domlouvají své postupy. Vzorem pro české elfy byla obdobně nazvaná skupina z Pobaltí, kde se tamní elfové snaží zabránit falšování historie. K činnosti elfů v České republice se přihlásil publicista Bob Kartous. Česká skupina elfů se prezentuje pomocí facebookové stránky "Čeští elfové", kde nesdílí vzájemné kontakty, ale především techniky efektivního boje proti internetovým trollům.[zdroj?]